# Gerardo Diego
Gerardo Diego Cendoya (Santander, 3 de octubre de 1896-Madrid, 8 de julio de 1987) fue un poeta, profesor y escritor español perteneciente a la llamada generación del 27.

## Biografía
El propio Gerardo Diego dictó una autobiografía, que se conserva en la fundación que lleva su nombre. Fue el séptimo hijo de Manuel Diego Barquín (que tenía otros tres de un matrimonio anterior del que quedó viudo) y de Ángela Cendoya Uría, propietarios de un comercio de tejidos en Santander y bastante piadosos (Gerardo tuvo dos hermanos jesuitas); en su infancia vio morir a dos de sus hermanos y contempló los paseos de José María de Pereda por el muelle; también frecuentaba la casa de los Menéndez Pelayo, conocidos de su padre, de los que trató sobre todo al bibliotecario Enrique. Desde pronto destacó por su versatilidad en el terreno artístico: aprendió solfeo, piano y algo más tarde pintura, y, estimulado por uno de sus profesores, el gran crítico Narciso Alonso Cortés, empezó a leer mucho y a sentir un gran interés por la retórica del libro de texto de Nicolás Latorre.
Fue alumno de la Universidad de Deusto, donde hizo la carrera de Filosofía y Letras y conoció a quien sería después un amigo esencial en su vida literaria, Juan Larrea. En 1916 viajó sin embargo a Madrid para examinarse del último curso y hacer el doctorado, y frecuenta el Ateneo, la tertulia itinerante ultraísta de Rafael Cansinos Assens y la de Ramón Gómez de la Serna en el café de Pombo; asiste fascinado al estreno en Madrid de El pájaro de fuego de Stravinski, con coreografía de Diaghilev, y no se pierde ni un concierto.
Obtiene un premio literario en 1917 de la Editorial Calleja. Su primera colaboración literaria data de 1918, año en que conoce en Madrid al gran poeta vanguardista chileno Vicente Huidobro; en 1919 publica su primer poema y el 15 de noviembre pronuncia la conferencia «La nueva poesía» en el Ateneo de Santander y desata una polémica sobre el ultraísmo en la prensa local; la repite el 27 de diciembre en el Ateneo de Bilbao, donde es presentado por Juan Larrea. Con la ayuda de León Felipe y Juan Ramón Jiménez consigue en 1920 imprimir su primer libro de versos, El romancero de la novia, y logra el 9 de abril una cátedra de Lengua y Literatura en Soria, donde late todavía la presencia de Antonio Machado. Luego desempeñará la misma cátedra en Gijón, Santander y Madrid. También en ese año, guiado por José María de Cossío, a quien acaba de conocer, inicia sus estudios sobre poesía del Siglo de Oro descubriendo el manuscrito de la anónima Fábula de Alfeo y Aretusa en la Biblioteca Menéndez Pelayo; con el tiempo se convertirá en un gran conocedor de la poesía de Lope de Vega y Antonio Machado, que son los autores que más cita, sintiéndose en especial fascinado por las materias mitológicas y taurinas, que tanto interesan a Cossío, pero desde una perspectiva sobre todo iconológica e iconográfica. Empieza su epistolario con Huidobro. Las primeras revistas en las que publicó fueron Revista Grial, Revista Castellana y las vanguardistas Grecia, Reflector, Cervantes y Ultra.
En Santander dirigió dos de las más importantes revistas del 27, Lola y Carmen; eso le sirvió para entablar relaciones con la plana mayor de la generación del 27 y darla a conocer en su posterior famosa antología, Poesía española: 1915-1931 (1932). Pero, de momento, en 1922 es invitado por el poeta vanguardista chileno Vicente Huidobro a visitar Francia y Normandía. Allí conoce a los pintores del cubismo Juan Gris, Fernand Léger, Jacques Lipchitz y María Blanchard y a gran parte de los otros grandes vanguardistas del momento; de regreso a España se traslada al instituto Jovellanos de Gijón, donde permanecerá hasta 1931; publica su primer poemario vanguardista: Imagen: poemas (1918-1919) (Madrid, 1922), con cubierta de Pancho Cossío; es clara su vinculación al creacionismo: «Crear lo que nunca veremos, esto es la poesía». En 1923 publica Soria. Visita a Unamuno en Salamanca y luego en su exilio parisino. En 1924 descubre en la biblioteca de Cossío una égloga barroca dedicada a Isabel de Urbina y edita el texto, que es del poeta barroco amigo de Lope, Pedro Medina Medinilla; publica otro poemario vanguardista, Manual de Espumas (Madrid: La Lectura, 1924), que recibirá al año siguiente el Premio Nacional de Literatura ex aequo con Rafael Alberti y su Marinero en tierra. El diario ABC lo explica así en su edición del 10 de junio de 1925:

Concurso Nacional de Literatura. El Jurado Calificador, constituido por los Sres. Menéndez Pidal, conde de la Mortera, Machado (Antonio), Arniches y Moreno Villa, ha dictado fallo en el concurso correspondiente a 1924. El premio de Poesía ha sido concedido a D. Rafael Alberti. El de Teatro quedó desierto, pero su importe ha sido transferido a otra sección y adjudicado a D. Gerardo Diego, por un libro de versos.

Aprovecha el importe del premio para viajar por Andalucía en 1925; el compositor Manuel de Falla, con quien se cartea, le sirve de guía por Granada; publica Versos humanos (Madrid: Renacimiento, 1925), una colección de canciones, sonetos y odas en su vertiente neoclásica. En abril de 1926 fragua en una tertulia de café con Pedro Salinas, Melchor Fernández Almagro y Rafael Alberti celebrar el Centenario de Luis de Góngora y un plan de ediciones y conferencias reivindicatorias de la segunda época «oscura» del poeta barroco, que consideran la más moderna y vanguardista; nombran secretario de la comisión a Alberti y se apuntan además Dámaso Alonso, José Bergamín, Gustavo Durán, Federico García Lorca, José María Hinojosa, Antonio Marichalar y José Moreno Villa. Entonces ya era conocido como uno de los principales seguidores de la vanguardia poética española junto a Guillermo de Torre y Juan Larrea, y en concreto del ultraísmo y del creacionismo, y participa en la revista parisina que dirigen Juan Larrea y el gran poeta expresionista peruano César Vallejo, Favorables París Poema (1926). Con motivo de un homenaje del Ateneo de Granada al poeta gongorino Pedro Soto de Rojas, Diego envía un fragmento de su Fábula de Equis y Zeda, que lee Federico García Lorca. Colabora en Revista de Occidente y en Litoral de Málaga. Por fin, en 1927, se desarrollan los actos (entre ellos algunos bastante irreverentes) para honrar la memoria del último Góngora y ofender a sus críticos enemigos, en especial Luis Astrana Marín. En diciembre de ese año sale su revista Carmen, y para hacerle pareja llama también con otro castizo nombre de mujer a su suplemento, Lola. En 1928 viaja por Argentina y Uruguay, dando recitales-conciertos y conferencias, y en 1931 consigue el traslado al Instituto de Santander.

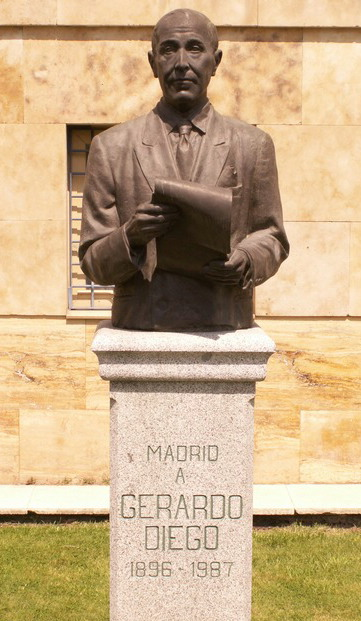
Monumento en la calle Pío Baroja de Madrid, delante de la Casa de Cantabria

Elaboró las dos versiones (1932 y 1934) de la famosa antología Poesía española que dio a conocer a los autores de la generación del 27, pero que es cronológica e incluye a las tres generaciones de la edad de plata, empezando por Unamuno y Machado, además de una poética autógrafa de cada autor; pero recibe las críticas de Miguel Pérez Ferrero, César González Ruano y Ernesto Giménez Caballero. Sin embargo, da a conocer a los nuevos poetas del 27. En su segunda edición, a cuyo título añade (Contemporáneos), se autoexcluye Juan Ramón Jiménez y añade además a Rubén Darío, Valle-Inclán, Francisco Villaespesa, Eduardo Marquina, Enrique de Mesa, Tomás Morales, José del Río Sainz, Alonso Quesada, Mauricio Bacarisse, Antonio Espina, Juan José Domenchina, León Felipe, Ramón de Basterra, Ernestina de Champourcín y Josefina de la Torre.
En 1932 publica en México dos libros: Fábula de Equis y Zeda, una parodia de las fábulas mitológicas en estilo gongorino, y Poemas adrede. Es crítico musical de El Imparcial, y al año siguiente de La Libertad. Como profesor, dio cursos y conferencias por todo el mundo. Fue además crítico literario, musical y taurino y columnista en varios periódicos. Se casó en el año 1934 con una francesa, Germaine Marin, de la que tendrá seis hijos, y al año siguiente viaja a Filipinas con el matemático Julio Palacios para dar conferencias y defender la literatura hispánica; en ese mismo año se traslada como catedrático al Instituto de Santander. Su tarea poética se sigue completando con sus estudios sobre diferentes temas, aspectos y autores de la literatura española, con su labor de conferenciante y su destacada crítica musical, realizada desde diferentes periódicos.
La Guerra Civil estalla cuando se halla de vacaciones en Sentaraille (Francia) con la familia de su mujer, Germaine Berthe Louise Marin —doce años menor que él;  la había conocido en 1929 y contrajeron matrimonio en 1934—, y solo vuelve en agosto de 1937, cuando Santander cae en poder del bando nacional. A diferencia de gran parte de sus compañeros, Gerardo Diego tomó partido por el bando sublevado y permaneció en España al finalizar la guerra. Escribió artículos en el diario falangista La Nueva España de Oviedo, participó en la Corona de sonetos a José Antonio Primo de Rivera y en el libro colectivo Laureados dedicado a los héroes del franquismo, además de escribir una Elegía heroica del Alcázar; asimismo, participa en las revistas del régimen: Vértice, Tajo, Santo y Seña, Ecclesia, Radio Nacional, El Español, los diarios Arriba e Informaciones y en La Nación de Buenos Aires. Todo esto, y no haber hecho nada para intentar la liberación de Miguel Hernández, le valió la condena de Pablo Neruda en unos versos de su Canto general, que fueron respondidos por Leopoldo Panero en su "Canto personal". Pese a todo, escribió en su Autobiografía:

La guerra... no estorbó lo más mínimo para que conservásemos nuestra amistad, e incluso, la divergencia cada vez más acentuada en las poéticas respectivas, porque unos empezaron a hacer una poesía más o menos tipo surrealista, como Aleixandre, que fue el primero que empezó, o Cernuda, y otros dieron también más calor y más pasión a su poesía. Alberti cambió también de pronto y empezó a hacer los libros, Sermones y moradas, más llenos de frases más o menos fuertes contra la burguesía y de tipo político. Sin embargo, nosotros nos seguíamos tratando y estimándonos y queriéndonos como siempre y nos veíamos siempre que había ocasión en cenas o en tertulias. Por ese tiempo es también la llegada de Neruda a Madrid, en el año 1932, si no recuerdo mal. Neruda también tenía tertulia en su casa, aunque otras veces iba a otros sitios, y vino a coincidir con la llegada de Miguel Hernández, que venía aquí a perfeccionar su formación literaria espontánea, pero ya tan rica y llena de dones naturales. Tuvo la suerte de conocer a Cossío que fue el que le ayudó, porque lo colocó en Espasa-Calpe para que le ayudase a hacer el libro de Los toros, con los gráficos y los trabajos de organización. Yo fui uno de los primeros en conocerle porque me había mandado su primer libro, Perito en lunas. Todos le queríamos mucho a Miguel. Vino la República, se fueron enconando más las cosas, dentro de la misma República, en distintos bandos, coincidiendo todo esto con mi marcha de Madrid y mi vuelta a Santander. Fue entonces cuando un grupo de amigos y admiradores de Juan Ramón, fundaron en Sevilla una revista para exaltar el tipo idealista y de belleza de la poesía, tomando como maestro a Juan Ramón, y en cambio, Neruda fundó Caballo verde para la poesía que editaba Manuel Altolaguirre, en que sostenía que la poesía debía tener las manos sucias, mancharse con el léxico de todos los días y estar reflejando todas las realidades del momento. Con este motivo se enzarzó una polémica tremenda...
Gerardo Diego

Finalizada la contienda civil y no solo la establecida entre poesía pura y poesía impura, se traslada al Instituto Beatriz Galindo de Madrid, en el que permanecería hasta su jubilación en 1966. Durante la posguerra, Diego reitera los poemas políticos en defensa de los sublevados y de los voluntarios falangistas de la División Azul, y escribe en Leonardo, Garcilaso, Revista de Indias, Proel, Signo, La Estafeta Literaria, la Revista de Estudios Políticos y Música. Reivindica además la obra de Miguel Hernández en varios artículos.

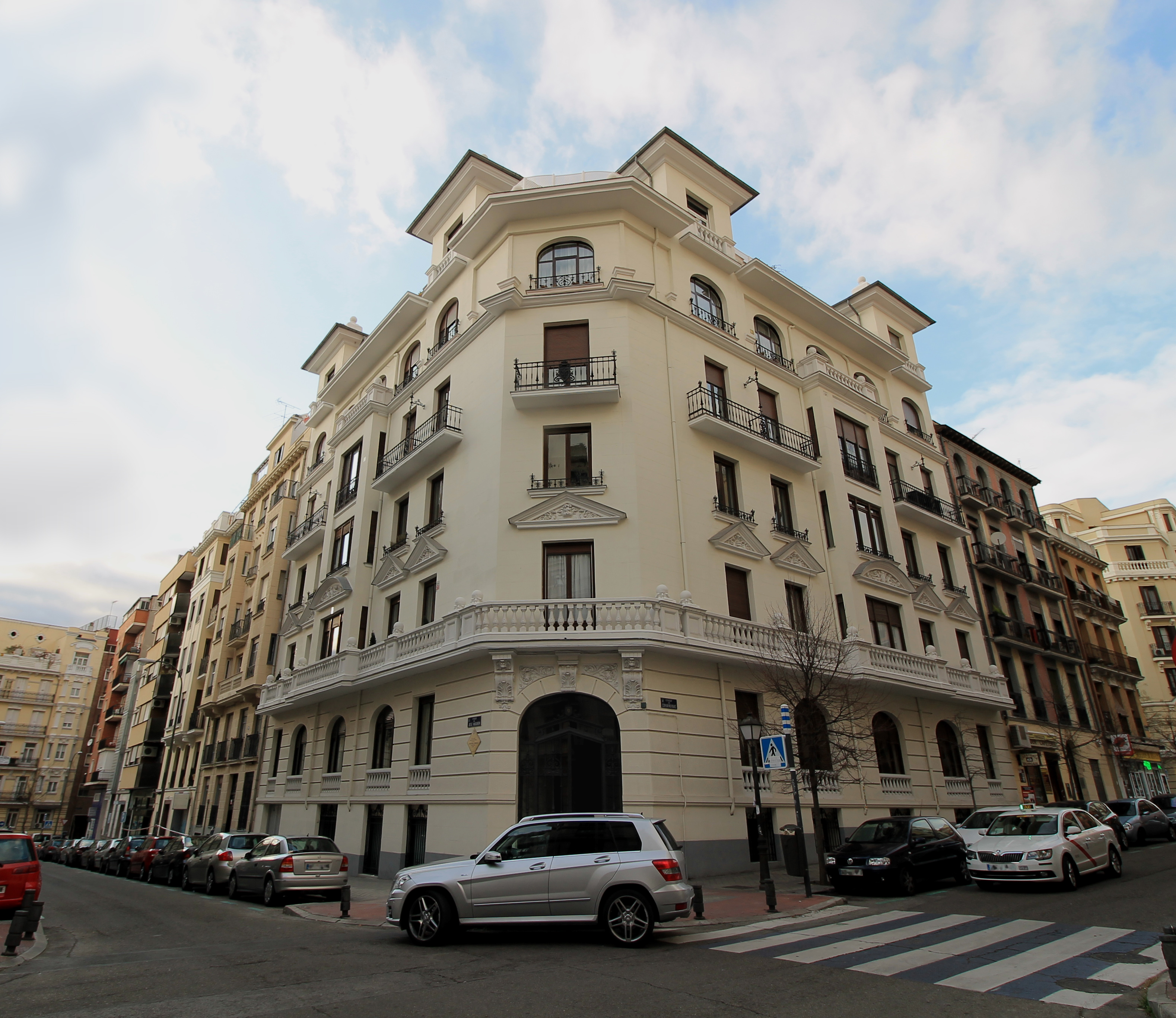
Casa madrileña donde vivió Gerardo Diego desde 1940 hasta su muerte.

En 1940 imprime Ángeles de Compostela, un libro muy ambicioso en que las figuras centrales son los cuatro ángeles del Pórtico de la Gloria en la catedral de Santiago de Compostela, que representan las cuatro Postrimerías del hombre: muerte, juicio, infierno y gloria. En 1941 publica Alondra de verdad, una colección de cuarenta y dos sonetos de extraordinaria factura donde busca una lírica pura y auténtica, dentro del garcilasismo o poesía arraigada. Desde 1947 fue miembro de la Real Academia Española. Vuelve a la vanguardia con Limbo (1951). Escribe numerosos textos en prosa para la radio. En 1956 obtiene el Premio Nacional José Antonio Primo de Rivera por su obra Paisaje con Figuras. En 1962 obtiene el Calderón de la Barca por su retablo escénico El cerezo y la palmera, su incursión en el teatro. Se jubila en 1966. En 1969 se estrenó en el Teatro Real de Madrid una Cantata sobre los Derechos Humanos que llevaba letra suya y música de Óscar Esplá.
En 1979, se le concedió el Premio Cervantes, el cual curiosamente resultó ser la única vez en que se premió a dos personas en un mismo año (el otro premiado fue el argentino Jorge Luis Borges). Murió en Madrid de una bronquitis el 8 de julio de 1987, a los noventa años.

## Poética

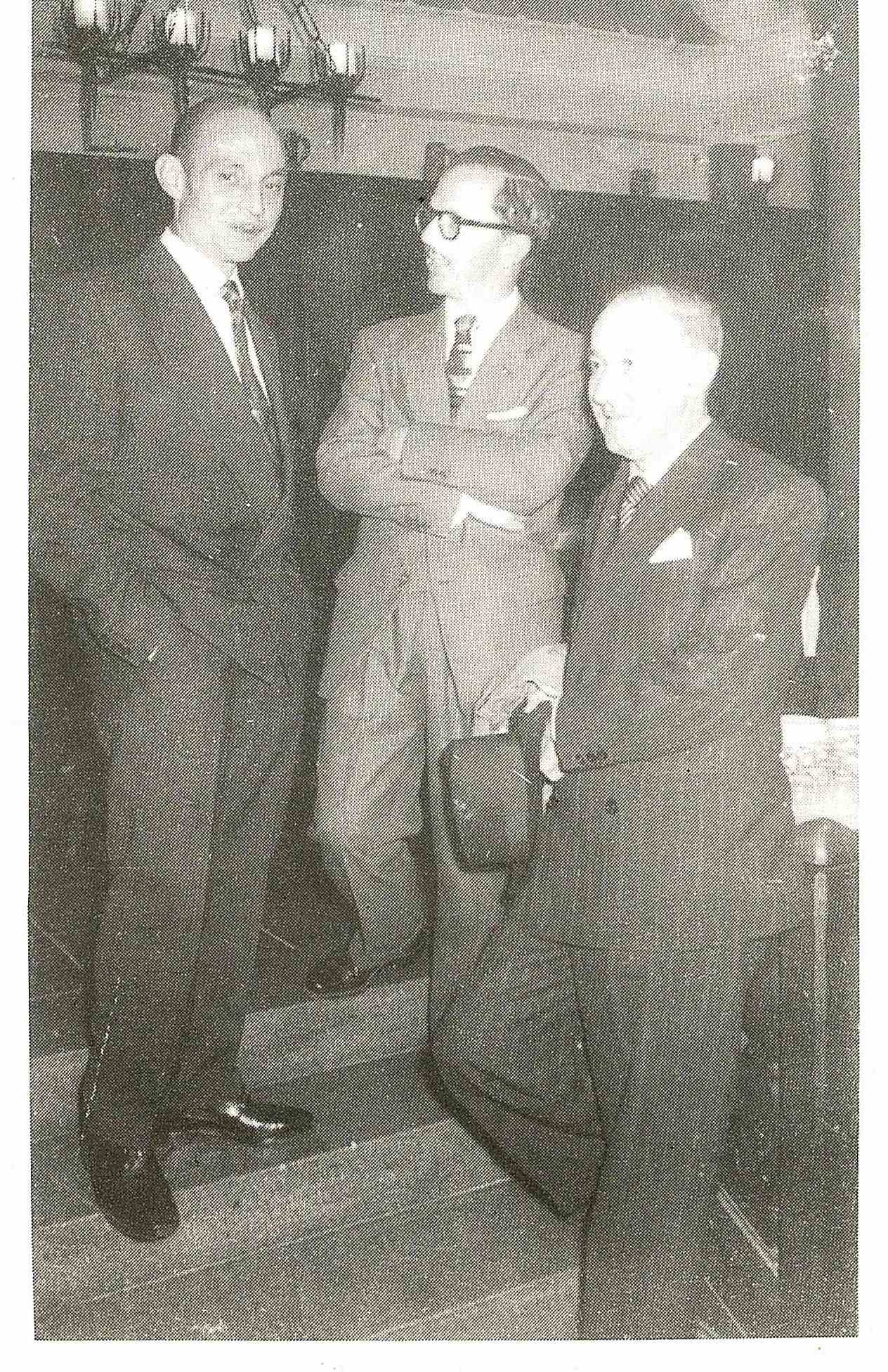
Gerardo Diego, a la derecha; a la izquierda, José Hierro

Representó el ideal del 27 al alternar con maestría la poesía tradicional y la vanguardista, esta última dentro del ultraísmo y sobre todo el creacionismo, del que se convirtió en uno de los máximos exponentes durante la década de los años veinte. Su obra poética sigue, pues, estas dos líneas. Pero también expuso su convicción de que había dos tipos de poesía: la relativa y la absoluta, como puede verse en el prólogo a una antología de sus versos de 1941:

Mi sinceridad ha sido siempre absoluta… He puesto en cada uno de mis libros y de mis estrofas la máxima autenticidad de emoción. Que luego se pierda en los roces del mecanismo, ya será culpa de mi insuficiencia verbal y de mi torpeza técnica… Yo no soy responsable de que me atraigan simultáneamente el campo y la ciudad, la tradición y el futuro; de que me encante el arte nuevo y me extasíe el antiguo; de que me vuelva loco la retórica hecha, y me torne más loco el capricho de volver a hacérmela —nueva— para mi uso personal e intransferible. Hay horas para explorar por esos mundos y horas para encerrarse a solas con sus recuerdos. Y todo eso… tenemos que resolverlo con el abecedario. Todas estas inquietudes se reducen en mí a dos únicas intenciones. Las de una poesía relativa, esto es, directamente apoyada en la realidad, y la de una poesía absoluta o de tendencia a lo absoluto; esto es, apoyada en sí misma, autónoma frente al universo real del que solo en segundo grado procede. Esta última, naturalmente, es más difícil y ocupa dentro de mi obra una superficie menos extensa. Pero si más difícil no es en mí menos constante -véanse las fechas- ni menos "humana". El título de uno de mis libros ha podido inducir a error sobre mis intenciones

Su poesía tradicional comprende poemas de métrica tradicional y clasicista en que recurre al romance, a la décima y al soneto, sobre todo, pero también más ocasionalmente a la lira o a la octava real. Es frecuente, sin embargo, que el poeta funda la vanguardia con el barroquismo gongorino hasta no llegar a distinguirse dónde empieza uno u otro, como en la Fábula de Equis y Zeda. Los temas son muy variados: el paisaje (Vuelta del peregrino), la religión (los libros devotos de Ángeles de Compostela, Via crucis y Versos divinos), la música (Preludio, aria y coda a Gabriel Fauré), los toros (Égloga de Antonio Bienvenida, La suerte o la muerte), el amor (Amor solo, Canciones a Violante, Sonetos a Violante), el humor (Carmen jubilar, 1975) etc. Lo social, si exceptuamos sus Odas morales (1966), casi no aparece, y menos lo político, salvo los ya referidos poemas de circunstancias. También son extrañas en su poesía las preocupaciones metafísicas y trascendentes (el mundo cercano, sus experiencias y recuerdos, las personas conocidas o admiradas, suelen centrar su atención), aunque trata el tema de la muerte en su libro Cementerio civil (1972). Libros complejos y compuestos a lo largo de los años son Biografía incompleta, que algunos llaman surrealista; Paisaje con figuras, Hasta siempre, La rama, La luna en el desierto y otros poemas. El soneto El ciprés de Silos, es considerado por muchos, su mejor obra. Es autor de otros poemas importantes como Nocturno, Las tres hermanas o La despedida. Cultivó también la crítica literaria, recogida en sus Obras completas, pero también en volúmenes exentos como Crítica y poesía (Madrid: Júcar, 1984).
Su inclinación por el nuevo arte de vanguardia le lleva a iniciarse primero en el creacionismo ejerciendo la imaginería deslumbrante pero deshumanizada, la falta de signos de puntuación, el uso del espacio en blanco, la tipografía dinámica en los versos y los temas intrascendentes en una poesía juguetona y autónoma que, como dice en uno de sus poemas, duerme "con el sueño de Holofernes".
Es de destacar la influencia de Gerardo Diego en otras figuras de relevancia tanto en el ámbito nacional como regional. Destaca entre sus seguidores la poeta cántabra Matilde Camus, de la que fue profesor en el Instituto de Santa Clara en Santander. Gerardo Diego envió en 1969 una poesía cuyo título es Canción de corro para el prólogo del primer libro de Matilde Camus titulado Voces y que fue dado a conocer en el Ateneo de Madrid. Asimismo, pronto se publicará la correspondencia que mantuvo con Matilde Camus.

## Obras

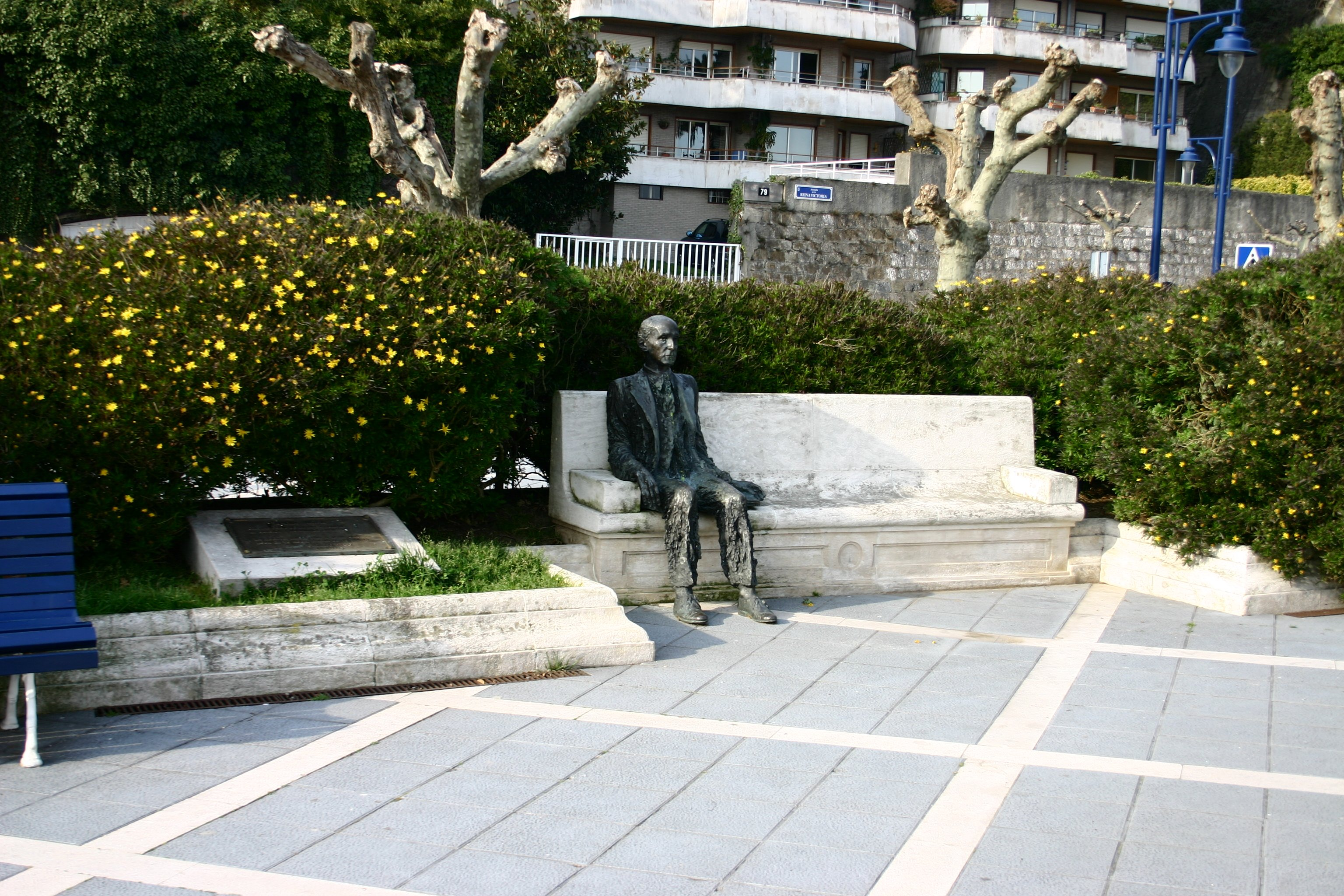
Estatua de Gerardo Diego en Santander

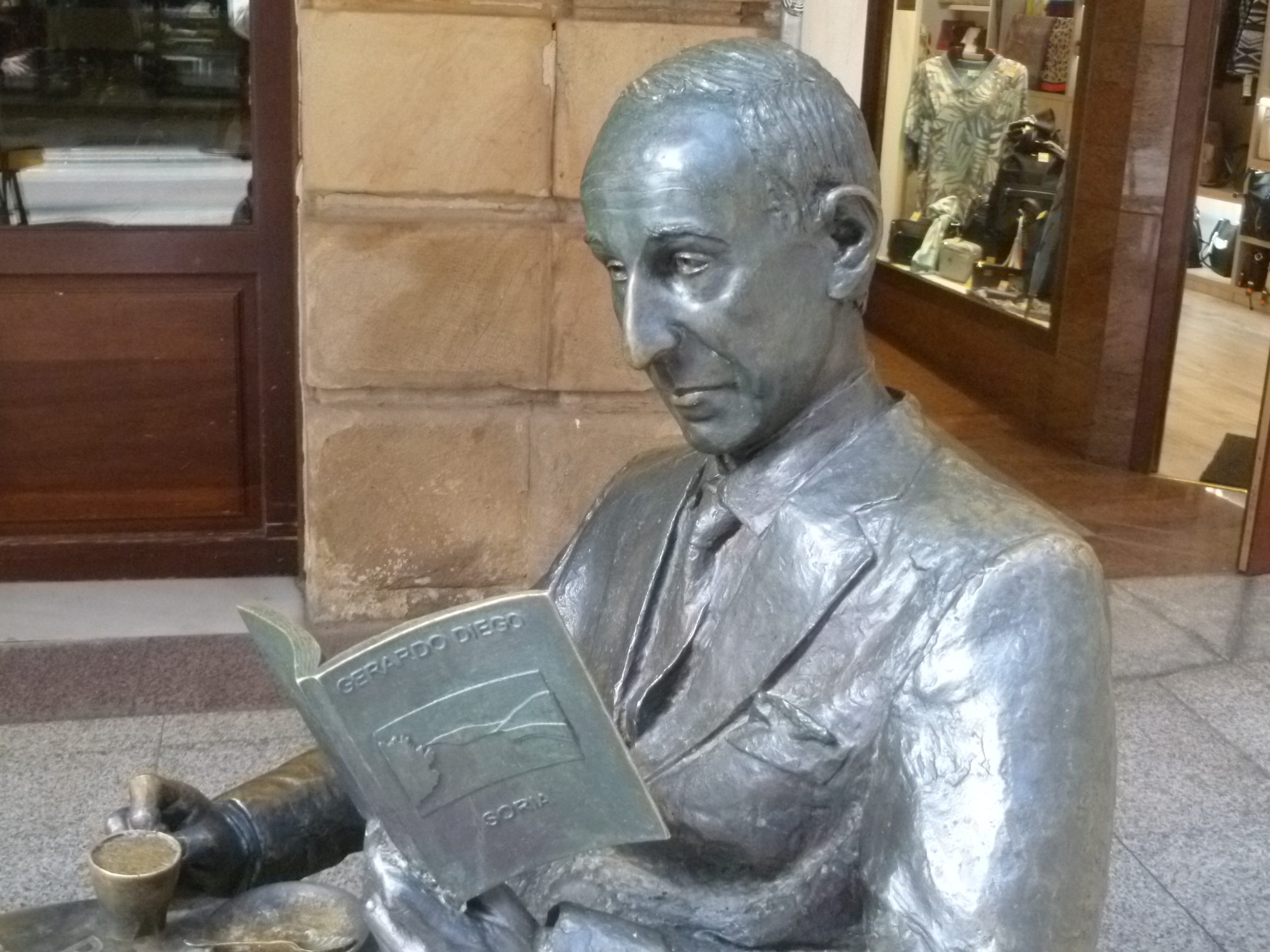
Estatua de Gerardo Diego en Soria

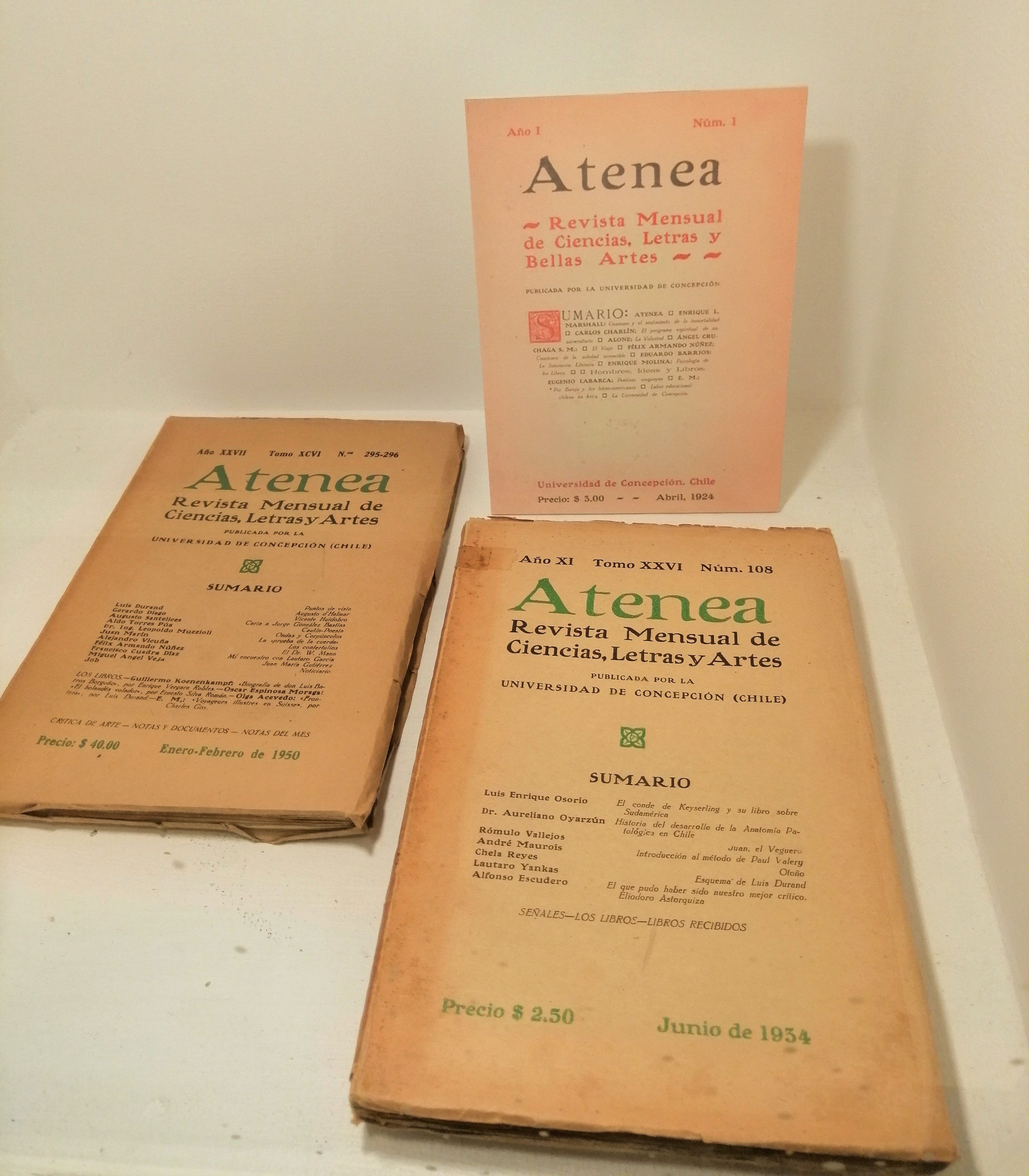
Publicación sobre Augusto d'Halmar de Gerardo Diego en el número 295-296 (1950) de la revista Atenea.

- Obras Completas, ed. de Francisco Javier Díez de Revenga y José Luis Bernal, Madrid: Alfaguara, 1997-2001, 9 vols., 3 de lírica y 6 de prosa.

### Lírica
- Poesía completa, I y II, preparada por el autor antes de su muerte, 1989; reimpresa en Valencia: Pre-textos, 2017.
- El romancero de la novia, Santander, Imp. J. Pérez, 1920.
- Imagen. Poemas (1918–1921), M., Gráfica de Ambos Mundos, 1922.
- Soria. Galería de estampas y efusiones, Valladolid, Libros para amigos, 1923.
- Manual de espumas, M., Cuadernos Literarios (La Lectura), 1924.
- Versos humanos, M., Renacimiento, 1925 (Premio Nacional de Literatura 1924-1925).
- Viacrucis, Santander, Talleres Aldus, 1931.
- Fábula de Equis y Zeda, México, Alcancía, 1932.
- Poemas adrede, México, Alcancía, 1932.
- Ángeles de Compostela, M., Patria, 1940 (nueva versión completa: M., Giner, 1961).
- Alondra de verdad, M., Escorial, 1941.
- Primera antología de sus versos, M., Espasa-Calpe, 1941.
- Romances (1918–1941), M., Patria, 1941.
- Poemas adrede, M., Col. Adonais, 1943 (Edición completa).
- La sorpresa, M., CSIC, 1944.
- Hasta siempre, M., Mensajes, 1948.
- La luna en el desierto, Santander, Vda F. Fons, 1949.
- Limbo, Las Palmas de Gran Canaria, El Arca, 1951.
- Visitación de Gabriel Miró, Alicante, 1951.
- Dos poemas (Versos divinos), Melilla, 1952.
- Biografía incompleta, M., Cultura Hispánica, 1953 (Ilustraciones de José Caballero. Segunda edición con nuevos poemas: M., Cultura Hispánica, 1967).
- Segundo sueño (Homenaje a Sor Juana Inés de la Cruz), Santander, Col. Tito Hombre, 1953 (Xilografías de Joaquín de la Puente).
- Variación, M., Neblí, 1954.
- Amazona, M., Ágora, 1956.
- Égloga a Antonio Bienvenida, Santander, Ateneo, 1956.
- Paisaje con figuras, Palma de Mallorca, Papeles de Sons Armadans, 1956 (Premio Nacional de Literatura).
- Amor solo, M., Espasa-Calpe, 1958 (Premio Ciudad de Barcelona 1952).
- Canciones a Violante, M., Punta Europa, 1959.
- Glosa a Villamediana, M., Palabra y Tiempo, 1961.
- La rama, Santander, La isla de los ratones, 1961.
- Mi Santander, mi cuna, mi palabra, Santander, Diputación, 1961.
- Sonetos a Violante, Sevilla, La Muestra, 1962.
- La suerte o la muerte. Poema del toreo, M., Taurus, 1963.
- Nocturnos de Chopin, M., Bullón, 1963.
- El jándalo (Sevilla y Cádiz), M., Taurus, 1964.
- Poesía amorosa 1918–1961, B., Plaza y Janés, 1965.
- El Cordobés dilucidado y vuelta del peregrino, M., Revista de Occidente, 1966.
- Odas morales, Málaga, Librería Anticuaria El Guadalhorce, 1966.
- Variación 2, Santander, Clásicos de Todos los Años, 1966.
- Segunda antología de sus versos (1941–1967), M., Espasa-Calpe, 1967.
- La fundación del querer, Santander, La isla de los ratones, 1970.
- Versos divinos, M., Alforjas para la poesía española (Fundación Conrado Blanco), 1971.
- Cementerio civil, B., Plaza y Janés, 1972.
- Carmen jubilar, Salamanca, Álamo, 1975.
- Cometa errante, B., Plaza y Janés, 1985.
- Decir de La Rioja, Biblioteca Gonzalo de Berceo.

### Teatro
- El cerezo y la palmera. Madrid: Alfil, 1964.

### Traducciones
- Tántalo. Versiones poéticas. Madrid : Ágora, 1959.

### Ediciones
- VV. AA. Poesía española: 1915-1931 (1932).
- Lope de Vega, Rimas. Madrid : Taurus, 1963

| Predecesor: Dámaso Alonso         | Premio Miguel de Cervantes «ex aequo» Jorge Luis Borges 1979 | Sucesor: Juan Carlos Onetti       |
| Predecesor: Blas Cabrera y Felipe | Académico de la Real Academia Española Silla I 1948-1987     | Sucesor: Claudio Rodríguez García |